# Sabugalita
La sabugalita es un mineral de la clase de los minerales fosfatos, y dentro de esta pertenece al llamado “grupo de la autunita”. Fue descubierta en 1951 en una mina del municipio de Sabugal, en el distrito de Guarda (Portugal), siendo nombrada así por esta localidad. Un sinónimo poco usado es el de alumino-autunita.

## Características químicas
Es un fosfato hidratado de uranio en forma de ion uranilo con aluminio, lo que se denomina un uranilofosfato. Como todos los del grupo de la autunita en que se encuadra, son uranilofosfatos o uraniloarsenatos estructurados en capas.
Por su alto contenido en uranio es altamente radiactivo.

## Formación y yacimientos
Aparece como mineral secundario formado en la zona de oxidación de vetas de minerales del uranio.
Suele encontrarse asociado a otros minerales como: meta-autunita, saléeita o fosfuranilita.

## Usos
Se extrae como mena del estratégico mineral de uranio. Por su fuerte radiactividad debe ser manipulado con los adecuados protocolos de tratamiento.